# Uroš Radaković
Uroš Radaković (serb. cyr. Урош Радаковић, ur. 31 marca 1994 w Belgradzie) – serbski piłkarz występujący na pozycji środkowego obrońcy w francuskim klubie FC Nantes. Wychowanek Crvenej zvezdy.